# Ebba De la Gardie
Ebba Eleonora Christina De la Gardie, född 27 juni 1867 på Oretorp, Östra Sönnarslövs socken, Skåne, död 16 december 1928 i Oscars församling, Stockholm var en svensk journalist. Hon skrev om mode och societetsnyheter under signaturen "Comtesse G.", och har kallats Sveriges första societetsreporter. 
Hon var dotter till greve Axel Otto De la Gardie och Fredrika Christina Falkenberg af Bålby.
De la Gardie skrev artiklar för Stockholms Dagblad, Svenska Dagbladet, Stockholms-Tidningen samt kulturtidskrifterna Saisonen och Arte et Martei början av 1900-talet och var möjligen fast anställd på Stockholms Dagblad. Hon introducerade societetsreportaget i Sverige och i sina krönikor skrev hon också notiser om sin barndoms fester. Hon var modekrönikör på för Stockholms-Tidningen under signaturen Svart och hvitt och sedan på Saisonen med signatur Comtesse G 1916–1925. Som modeskribent ska hon ha visat ett skarpt öga för modets överdrifter och nödvändigheter. Hon beskrivs som mycket produktiv och gjorde många resor som reporter, särskilt till Paris. Hon skrev även tidvis kåserier under signaturen Edgar.  
Hjalmar Söderberg nämner henne i Den allvarsamma leken med orden "Till societetsreporter hade de en född grevinna med namn ur Odhners historia", och överhovjägmästare Claes Lewenhaupt beskrev henne som "lite erotisk, lindrigt sagt, vacker figur och dito kläder".